# 비아포리 반란
비아포리 반란(핀란드어: Viaporin kapina 비아포린 카피나[*], 스웨덴어: Sveaborgsrevolten)은 1906년 7월 30일 저녁, 핀란드 대공국의 헬싱키 해안에 있는 비아포리 요새(스웨덴어 이름 스베아보리 요새, 핀란드 독립 이후 수오멘린나 요새로 개명) 주둔군이 일으킨 반란이다. 1905년 러시아 혁명의 후폭풍 중 하나였다.
비아포리 요새는 18세기에 헬싱키의 해안 방어를 위해 지어진 요새였다. 1906년 당시 포병 1,800 여명, 보병 1,500 여명, 공병 250 여명이 주둔 중이었다. 총 병력 3,500 여명으로, 헬싱키 및 그 주변에 주둔 중인 러시아 제국군의 절반 정도 수효였다. 핀란드계 친위대가 1905년에 해산되고 핀란드 대공국에 핀란드계 군부대는 존재하지 않았기 때문에, 이들 주둔군 병사들은 모두 러시아계였다.
봉기를 일으킨 것은 초급장교 세 명: 세르게이 치온 대위, 아르카디 에멜랸프 중위, 예브게니 코칸스키 중위였다. 비밀리에 볼셰비키에 동조하고 있던 치온 대위는 핀란드 국민위병 지도자 요한 코크와 접촉했다. 국민위병은 좌익계 반차르주의 운동집단으로, 당시 구성원은 6천 명을 초과했다. 그러나 무장 수준은 형편없었고 훈련도 되어 있지 않았다.
반란이 일어난 것은 7월 30일 저녁으로, 본래 계획했던 것보다 이른 때였다. 그러나 열악한 식품 상태와 특별 급여의 취소가 공병과 포병들 사이에 불만을 일으켰다. 이들은 대부분 러시아의 공업지역들에서 징병된 이들이었다. 특히 불안정했던 것이 공병중대로, 이들은 일찌감치 집단으로 체포되어 근처 초소로 이동되었다. 공병들이 체포되자 포병들이 반란을 일으켜 상교들을 쫓아내거나 잡아 가두었다. 7월 31일 낮이 되자 대략 2천 명이 반란에 참여했다. 한편 보병들은 대부분 농촌 출신으로 공병이나 포병에 비해 체제순응적이었고, 반란에 동참하지 않고 장교들의 지휘에 계속 따랐다.
반란 지도부는 자신들의 반란이 헬싱키와 크론시타트 일대의 해군기지들에 주둔 중인 발트 함대 수병들 전체의 봉기로 이어지기를 기대했다. 하지만 작년의 포템킨 전함의 반란 등으로 대표되는 해군의 불안은 대부분 진압된 상태였고, 비아포리 인근의 군함들의 수병들은 반란에 동참할 뜻을 나타내지 않았다. 또한 핀란드에 주둔 중인 육군의 카자크 기병대나 보병들도 명령을 계속 준수했다. 반란군은 인근의 카타야노카를 점령했지만, 봉기는 급속히 탄력을 잃기 시작했다. 8월 1일 함포 사격이 이루어진 뒤, 반란을 일으킨 포병 및 공병들의 대다수가 항복했다. 반란은 불과 60시간 동안 지속되었다. 반란 지도부 중 에멜랸프와 코칸스키는 처형되었고, 치온은 잉글랜드로 도주했다.
한편, 핀란드 국민위병 대원 수백 명이 반란군에 동참하였고 요한 코크는 이들을 지지하기 위한 총파업을 요청했다. 하지만 하카니에미에서 러시아 수병들과 핀란드 반공주의자들이 이들을 진압했다. 수십 명이 사망한 뒤 제국군이 승리했다. 코크는 스웨덴으로 도피했고 최종적으로 잉글랜드에 정착했다.